# Hipposideros fulvus
Hipposideros fulvus är en fladdermusart som beskrevs av Gray 1838. Hipposideros fulvus ingår i släktet Hipposideros och familjen rundbladnäsor. IUCN kategoriserar arten globalt som livskraftig.
Inga underarter finns listade i Catalogue of Life. Wilson & Reeder (2005) skiljer mellan två underarter.
- H. f. fulvus
- H. f. pallidus

## Utseende
Arten blir ungefär 43 mm lång (huvud och bål), har en 25 till 29 mm lång svans och väger 8 till 10 g. öronen är med en längd av 20 till 23 mm stora. Fladdermusens vingspann ligger vid 130 mm. Pälsfärgen varierar mellan olika individer. Ovansidan kan vara rödbrun, ljusbrun, gråaktig, smutsig gul eller orange. På undersidan är pälsen ljusgrå till vit. De mörkaste individerna hittas vanligen hos underarten H. f. fulvus. Hudfliken vid näsan (bladet) är rund till fyrkantig.

## Utbredning och habitat
Den största populationen förekommer från sydöstra Pakistan till Indien, Sri Lanka och södra Nepal. En mindre population lever i norra Pakistan och östra Afghanistan. Troligen tillhör en population som hittades 2008 i södra Kina (västra Yunnan) till Hipposideros fulvus.
Denna fladdermus lever i låglandet och i bergstrakter upp till 2600 meter över havet. Den kan anpassa sig till många olika habitat från torra öppna landskap till täta fuktiga skogar.

## Ekologi
Hipposideros fulvus vilar i grottor eller i byggnader som används sällan av människor. Den bilar där små eller stora kolonier med 10 till 100 medlemmar. I gömstället håller de lite avstånd från varandra. Individerna lämnar sovplatsen sent på kvällen och jagar olika insekter. De blir mera slöa under den kalla årstiden men de håller ingen vinterdvala. Arten hittar sina byten med hjälp av ekolokalisering och ger bara i enstaka fall för människor hörbara läten ifrån sig.
Fladdermusen jagas själv av ugglor och rovfåglar. Vid viloplatsen kan den även falla offer för ormar, mårddjur och rävar.
Efter parningen i november är honan 150 till 160 dagar dräktig. Den enda ungen (sällan två ungar) föds i april eller maj. Ungen är i början naken, blind, hjälplös och bara 2 g tung. Ungen diar sin mor cirka tre månader och efter 7 till 8 månader är den självständig. Hanar och honor kan tidigast para sig under andra levnadsåret. Den äldsta kända individen var 12 år gammal. Individer som hölls i fångenskap dör allmänt efter en kortare tid.